# Komfort
Komfort betyder angenäm och praktisk bekvämlighet, varvid bekvämlighet i sin tur innebär vilsamma förutsättningar att leva och verka under.
I den svenska versionen av Bibeln används som regel trygghet som översättning av engelskans comfort, vilket visar att komfort är synonymt med trygghet.
Ordet övertogs i början av 1800-talet från engelska språket.
Faktorer som i transportsammanhang ger dålig komfort är bland andra vibration, buller, luftkvalitet, optisk bländning, dålig sittergonomi, synsvårigheter, talsvårigheter, sömnsvårigheter samt socialt obehag. Det kan vara stora skillnader mellan vad man upplever som okomfortabelt vid olika tillfällen. Sedan kan det vara ännu större skillnader mellan vad olika individer tycker.
Ett i många transportsammanhang bättre ord är färdkvalitet, på engelska ride quality. 

## Mätning
Mätning av komfortstörning enligt standard SS-ISO 2631-1 avser vibrationens acceleration och analyseras som löpande effektivvärde. Detta gör det möjligt att även analysera de kraftigaste stötarna.